# 井出台水
井出 台水（いで だいすい、本名・井出治、1865年4月29日（慶応元年4月5日） - 1950年（昭和25年）8月1日）は、岡山県出身の日本の俳人、陸軍軍人。最終階級は陸軍主計総監（中将相当官）。旧姓・佐々。別号に彭洋。

## 経歴
岡山藩（現・岡山県赤磐市）で佐々寅三の二男として生まれる。少年時代から父の影響で定型俳句を始めるも、軍人の道を進んだ。陸軍監督長・井出正章の養嗣子となり、1899年（明治32年）1月に家督を相続した。
1886年6月25日、工兵少尉に任官。1889年11月2日、工兵中尉に昇進し、1894年7月31日に経理部へ転科し監督補となる。陸軍経理学校卒業後、陸軍省経理局建設課長、陸軍主計監・第18師団経理部長、近衛師団経理部長、朝鮮駐剳軍（朝鮮軍）経理部長等を歴任。1916年8月18日、待命となり、1917年1月17日、予備役編入と同時に陸軍主計総監にまで上り詰めた。
日露戦争に従軍した際に、軍人仲間で『拍車会』という句会を結成し、以降、荻原井泉水や河東碧梧桐らの指導を受けるようになる。とくに碧梧桐の門下で新傾向俳句、のちに自由律俳句に傾倒。中塚一碧楼が主宰した海紅の同人となり、異色の自由律俳人かつ軍人となった。海紅を去って以降の碧梧桐が主宰した『碧』や『三昧』にも参加し、風間直得の提唱したルビ俳句も詠んでいる。1921年（大正10年）に満州の地で自由律俳句結社、『アカシア会』を結成、大陸に日本の自由律俳句を広めようと尽力した。

## 栄典
位階
- 1911年（明治44年）2月10日 - 正五位[6]
- 1917年（大正6年）2月10日 - 正四位[7]

勲章等
- 1915年（大正4年）8月28日 - 勲二等瑞宝章[8]
- 1940年（昭和15年）8月15日 - 紀元二千六百年祝典記念章[9]

## 句集など
- 『台水口調』（個人句集）
- 『現代俳句集』（1929年・改造社）台水の句、30句を収録

## 親族
- 妻 益子（板倉勝弘長女）[3]
- 長男（養子）の宣時も陸軍大学校第29期生（首席）で父と同じく陸軍中将となり、旅順要塞司令官を務めた。次男の洋も陸軍士官学校52期生で陸軍少佐として太平洋戦争を生き延び、戦後、陸上自衛隊において陸将、少年工科学校（現在の高等工科学校）校長となった、軍人一家である。